# Arbeitsgericht Landsberg (Warthe)
Das Arbeitsgericht Landsberg (Warthe) war ein deutsches Arbeitsgericht mit Sitz in Landsberg an der Warthe.

## Geschichte
Gemäß Arbeitsgerichtsgesetz vom 23. Dezember 1926 wurden in Deutschland Arbeitsgerichte gebildet. Diese waren nur in der ersten Instanz unabhängig, die Landesarbeitsgerichte waren den Landgerichten zugeordnet. Am Landgericht Frankfurt (Oder) entstand so 1927 das Landesarbeitsgericht Frankfurt (Oder) als eines von zwei Landesarbeitsgerichten im Bezirk des Kammergerichtes. In Landsberg (Warthe) entstand das Arbeitsgericht Landsberg (Warthe). Sein Sprengel umfasste den Bezirke der Amtsgerichte Driesen, Friedeberg N.M., Landsberg (Warthe) und Vietz. Es bestand jeweils eine Kammer für Arbeiter, für Angestellte und für Handwerk. Die Kammer für Handwerk war auch für das Arbeitsgericht Woldenberg zuständig.
1945 wurde der Arbeitsgerichtsbezirk unter polnische Verwaltung gestellt und die deutschen Einwohner wurden vertrieben. Damit endete auch die Geschichte des Arbeitsgerichts Landsberg (Warthe).